# خوردنی

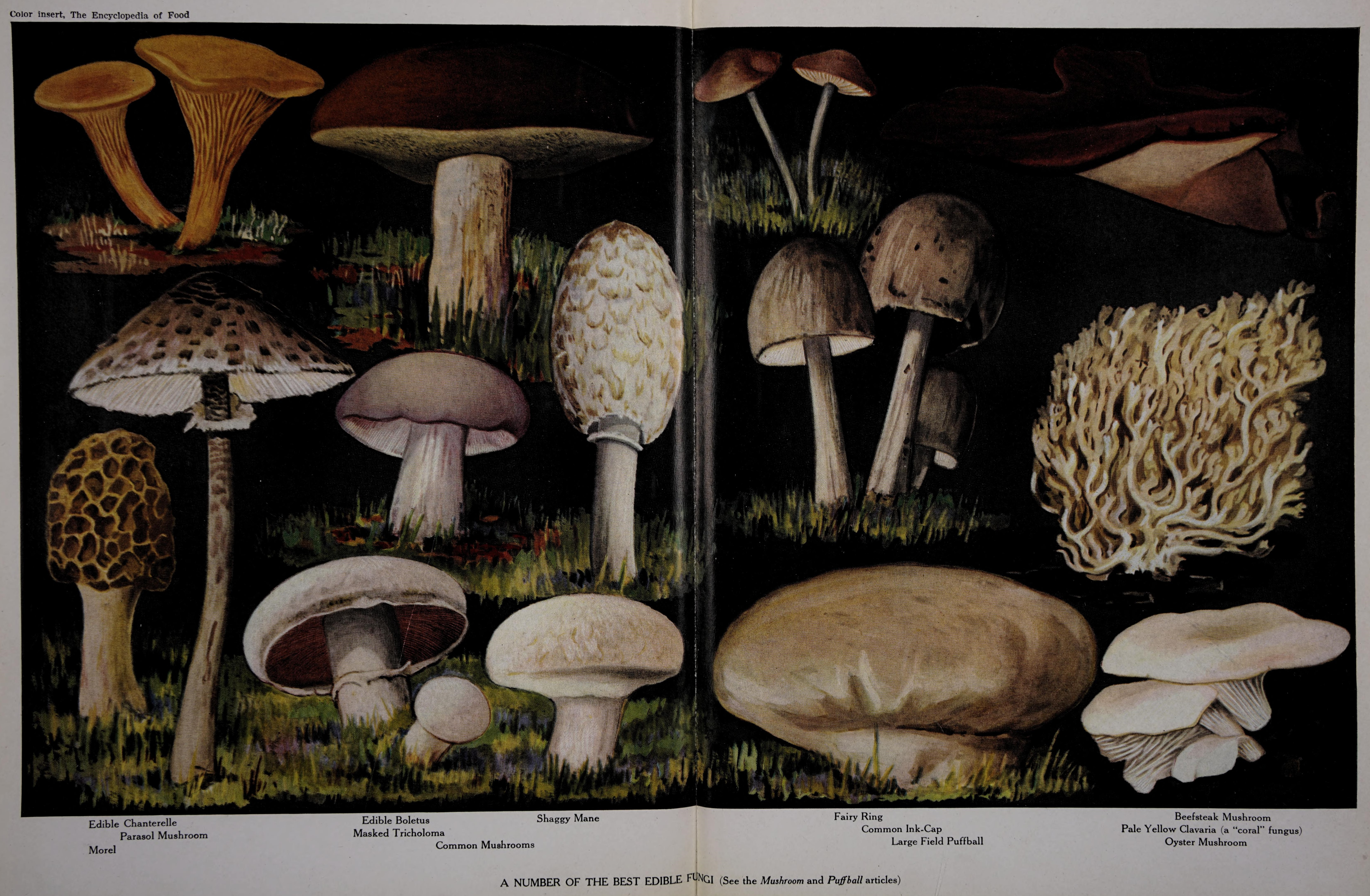
شماری از بهترین قارچ‌های خوراکی، تصویر از دانشنامهٔ غذا اثر آرتماس وارد، ۱۹۲۳ میلادی

مادهٔ خوردنی یا خوراکی هر چیزی است که خوردن آن برای انسان بی خطر باشد. «خوراکی» با «خوراک» فرق دارد. خوراک مانند غذا یعنی آنچه می‌خورند، اما خوراکی فقط یعنی اینکه آیا برای خوردن مناسب است یا خیر. به اقلام غیرسمی موجود در طبیعت –مانند برخی از قارچ‌ها وحشرات و جلبک دریایی– خوردنی گفته می‌شود. فرآورده‌هایی که خوردن آنها معمول نیست ولی اما به طور ویژه برای با قابلیت خودم درست می‌شوند، مانند بسته‌بندی خوراکی نیز برچسب خوراکی خورده‌اند.
1. ↑  «بسته‌بندی خوردنی» [علوم و فناوری غذا] هم‌ارزِ «Edible pack» (انگلیسی)؛ منبع: گروه واژه‌گزینی. دفتر هفتم. فرهنگ واژه‌های مصوب فرهنگستان. تهران: انتشارات فرهنگستان زبان و ادب فارسی. شابک ۹۷۸-۹۶۴-۷۵۳۱-۹۴-۸ (ذیل سرواژهٔ Edible pack)
2. ↑  "Usage Notes: Putting 'Edible' and 'Eatable' on the Table". Merriam-Webster. 30 December 2019. Archived from the original on 18 December 2020. Retrieved 22 December 2020.